# Diademodon
Diademodon — вимерлий рід цинодонтів. Його довжина була близько 2 метрів.

## Відкриття

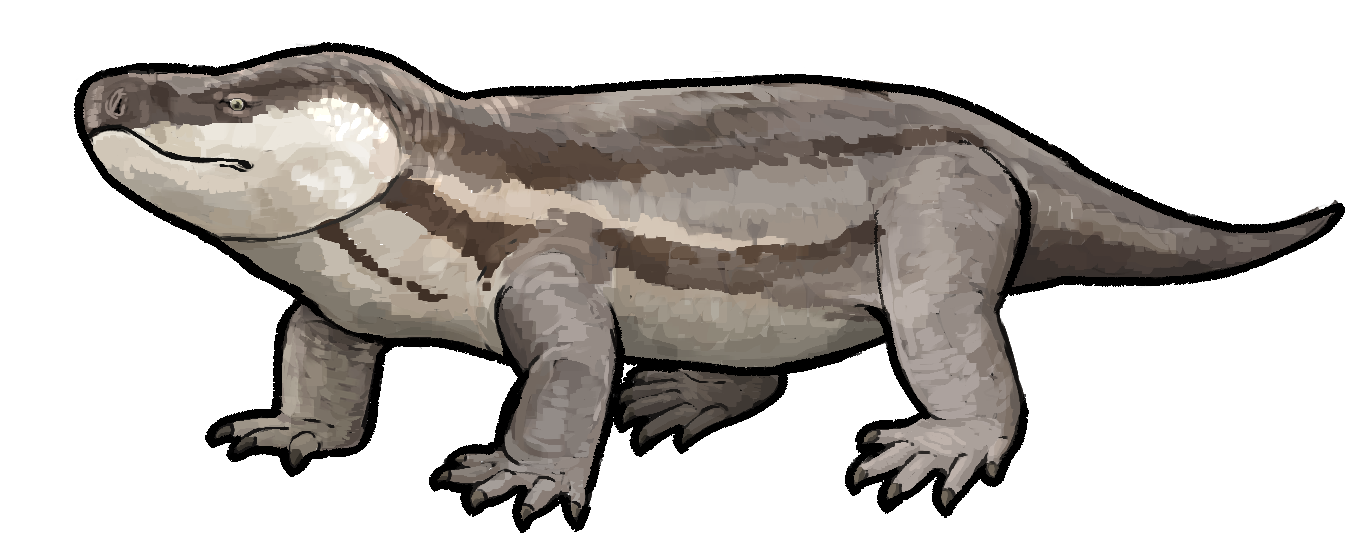
Реконструкція зовнішності

Гаррі Сілі знайшов свою скам'янілість у формації Бургерсдорп групи Бофорта в басейні Кару в Південній Африці. Ще в 1988 році Diademodon вважався Gophodont через його поперечно розширені щічні зуби, однак з тих пір він був поміщений в ряд Cynodont через значні відмінності в морфології черепа. Додаткові види були названі палеонтологом А. С. Брінком у 1979 році, хоча зараз вони вважаються синонімами типового виду Diademodon tetragonus. Скам'янілості Diademodon tetragonus нещодавно були знайдені у формації Омінгонде в Намібії, формації Фремоу в Антарктиді, формації Нтавере в Замбії та формації Ріо-Секо-де-ла-Кебрада в провінції Мендоса, Аргентина.

## Палеобіологія
Довгий час діадемодон в основному характеризувався як травоїдний, але є дані, які свідчать про те, що він міг бути всеїдним, ще не було зроблено чіткого висновку щодо особливостей дієти діадемодона. Причиною нечітких висновків можуть бути контрінтуїтивні зуби діадемодона. Ікла у Diademodon були дуже яскраво виражені, але вважалося, що ікла були пристосовані для рослинності. Завдяки дослідженню стабільних легких ізотопів кисню, вилучених зі скам'янілостей діадемодону, вдалося зробити висновок, що організм значною мірою покладається на воду з джерел, а саме струмків, річок, озер, талих снігів та інших подібних джерел.